# آلوچه‌فولادلو
آلوچه‌فولادلو روستایی است که در استان اردبیل، شهرستان اردبیل، بخش هیر، دهستان فولادلوی شمالی قرار دارد.

## جمعیّت
بر اساس سرشماری سال ۱۳۸۵ جمعیّت این روستا ۳۳۶ نفر با ۷۹ خانوار بوده است.